# Яблоана
Яблоа́на (рум. Iabloana, Яблона) — село в Глодянском районе Молдавии. Является административным центром коммуны Яблоана, включающей также село Сорока.

## География
Село расположено на высоте 149 метров над уровнем моря.

## Население
По данным переписи населения 2004 года, в селе Яблоана проживает 2858 человек (1361 мужчина, 1497 женщин).
Этнический состав села:
| Национальность | Число жителей | Процентный состав |
| -------------- | ------------- | ----------------- |
| украинцы       | 1443          | 50.49             |
| молдаване      | 1355          | 47.41             |
| русские        | 55            | 1.92              |
| румыны         | 1             | 0.03              |
| гагаузы        | 1             | 0.03              |
| болгары        | 1             | 0.03              |
| прочие         | 2             | 0.07              |
| Всего          | 2858          | 100%              |